# Ботта, Поль-Эмиль
Поль-Эмиль Ботта (фр. Paul-Émile Botta, при рождении Паоло-Эмилиано Ботта; 6 декабря 1802, Турин —29 марта 1870, Ашер близ Пуасси) — французский дипломат, археолог, натуралист, путешественник.

## Биография
Сын Карло Ботта, итальянского историка, поэта, писателя и политического деятеля. С 1820 учился в Париже у  Анри-Мари Дюкроте-де-Блэнвиля.
В апреле 1826 отплыл из Гавра в кругосветное путешествие, пересек Атлантический океан, побывал в Рио-де-Жанейро, обогнул мыс Горн. Далее посетил Кальяо, Мексику и Калифорнию. После посещения Гавайских островов экспедиция в декабре 1828 года достигла Китая. В конце июля 1829 года Ботта вернулся в Гавр. Во всех местах, где он побывал — собирал и изучал местную флору и фауну.
В январе 1830 защитил докторскую диссертацию. В том же году поступил в качестве врача на службу к Мехмеду-Али и жил долгое время в Сенааре. Отсюда он вывез в Каир богатую зоологическую коллекцию.
В 1831 году в Каире он встретился с Бенджамином Дизраэли. Некоторые историки считают, что Поль-Эмиль Ботта послужил прототипом французского путешественника Мариньи, персонажа романа Дизраэли «Contarini Fleming».
В 1836 году по заданию Парижского Музея естественной истории Ботта был отправлен в Йемене для сбора гербария местных растений.
Служил дипломатическим посланником французского правительства, сперва, в Александрии, где предпринял путешествие в Аравию, которое описал с «Relation d’un voyage dans l’Yémen, entrepris 1837 etc.» (1844). Затем был переведен генеральным консулом в Мосул, и здесь, по предложению ориенталиста Юлиуса Моля, весной 1843 года начал раскопки на месте бывшей Ниневии, близ Хорсабада, возникшего на месте Дур-Шаррукин, столицы Ассирии в последние годы правления Саргона II. К концу лета им было отрыто уже несколько дворцов, в том числе дворец Саргона II. Об успехах своих раскопок Ботта стал помещать в «Journal asiatique» периодические сообщения, а исследования его о клинообразных ассирийских надписях появились в «Mémoire de l'écriture cunéiforme assyrienne» (1848). Французское правительство приняло в раскопках археолога деятельное участие. Искусный рисовальщик Евгений Фланден был послан в помощь Ботта для срисовывания на месте хрупких скульптурных произведений, легко подвергающихся порче, и вместе с тем была создана комиссия для роскошного издания результатов находок. Оно появилось в 1849 году в пяти больших томах in folio, под заглавием: «Monuments de Ninive, découverts et decrits par В., mesurés et dessinés par Flandin». Более дешевое издание того же сочинения носит название: «Inscriptions decouvertes à Khorsabad», с 220 таблицами. Часть памятников добытых Ботта, была перевезена впоследствии в Париж и помещена в Лувр.
Оставив в 1846 году Мосул, Ботта переехал в качестве генерального консула в Иерусалиме и Палестине, здесь принял участие в конфликтах из-за Гроба Господня, который послужил затем одним из поводов к Крымской войне.
С 1850 года проводил раскопки Вавилона вместе с Остином Генри Лэйардом, известным своими раскопками месопотамских городов, в первую очередь Ниневии.
С 1857 года — генеральный консул в Триполи. Вернувшись в 1868 году во Францию, умер в Ашере близ Пуасси в 1870 году.
Поль-Эмиль Ботта — известный натуралист. Всю жизнь коллекционировал млекопитающих, птиц, рептилий и насекомых в Америке и Месопотамии.
В его честь названа Резиновая змея (лат. Charina bottae), обитающая в западной части США.
Гофер Ботта (Thomomys bottae), обитающий в Северной Америке и описанный Полем Жерве также назван в его честь.